# Campionati mondiali di sollevamento pesi 2018 - 45 kg femminile
Le gare di sollevamento pesi della categoria fino a 45 kg femminile — pesi mosca — dei campionati mondiali del 2018 si sono svolte il 2 novembre 2018 ad Aşgabat presso la Weightlifting Arena dell'Aşgabat Olympic Complex.
Thunya Sukcharoen, che vinse la gara, venne riscontrata positiva agli steroidi anabolizzanti e al testosterone artificiale e squalificata per due anni, dal gennaio del 2019 al gennaio del 2021. La medaglia d'oro fu riassegnata a Ýulduz Jumabaýewa.

## Programma
L'orario indicato corrisponde a quello turkmeno (UTC+05:00)
| Data            | Orario | Evento   |
| --------------- | ------ | -------- |
| 2 novembre 2018 | 17:25  | Gruppo A |

## Medagliate
Per ciascun esercizio, le prime tre classificate sono le seguenti:
| Esercizio | Oro                  | Oro    | Argento              | Argento | Bronzo              | Bronzo |
| --------- | -------------------- | ------ | -------------------- | ------- | ------------------- | ------ |
| Strappo   | Chiraphan Nanthawong | 76 kg  | Ýulduz Jumabaýewa    | 75 kg   | Alessandra Pagliaro | 70 kg  |
| Slancio   | Ýulduz Jumabaýewa    | 104 kg | Chiraphan Nanthawong | 95 kg   | Katherin Echandia   | 90 kg  |
| Totale    | Ýulduz Jumabaýewa    | 179 kg | Chiraphan Nanthawong | 171 kg  | Katherin Echandia   | 157 kg |

## Record
Prima di questa competizione, i record mondiali esistenti erano i seguenti:
| Record mondiale | Strappo | Mondiale standard | 85 kg  | — | 1º novembre 2018 |
| Record mondiale | Slancio | Mondiale standard | 108 kg | — | 1º novembre 2018 |
| Record mondiale | Totale  | Mondiale standard | 191 kg | — | 1º novembre 2018 |

## Risultati
| Pos. | Atleta                     | Gr. | Peso atleta | Strappo (kg) | Strappo (kg) | Strappo (kg) | Strappo (kg) | Slancio (kg) | Slancio (kg) | Slancio (kg) | Slancio (kg) | Totale   |
| Pos. | Atleta                     | Gr. | Peso atleta | 1            | 2            | 3            | Pos.         | 1            | 2            | 3            | Pos.         | Totale   |
| ---- | -------------------------- | --- | ----------- | ------------ | ------------ | ------------ | ------------ | ------------ | ------------ | ------------ | ------------ | -------- |
|      | Ýulduz Jumabaýewa (TKM)    | A   | 44.90       | 75           | 79           | 79           |              | 94           | 104          | 107          |              | 179      |
|      | Chiraphan Nanthawong (THA) | A   | 44.47       | 76           | 79           | 79           |              | 95           | 100          | 104          |              | 171      |
|      | Katherin Echandia (VEN)    | A   | 44.97       | 67           | 71           | 71           | 5            | 86           | 90           | 93           |              | 157      |
| 4    | Alessandra Pagliaro (ITA)  | A   | 43.22       | 70           | 72           | 72           |              | 82           | 84           | 86           | 4            | 156      |
| 5    | Nguyễn Thị Thu Trang (VIE) | A   | 44.93       | 70           | 73           | 73           | 4            | 78           | 81           | 83           | 6            | 151      |
| 6    | Daniela Pandova (BUL)      | A   | 45.00       | 55           | 55           | 60           | 6            | 75           | 81           | 86           | 5            | 141      |
| DSQ  | Thunya Sukcharoen (THA)    | A   | 44.77       | 77           | 80           | 82           | —            | 96           | 100          | 106          | —            | —        |
| —    | Rosina Randafiarison (MAD) | A   | ritirata    | ritirata     | ritirata     | ritirata     | ritirata     | ritirata     | ritirata     | ritirata     | ritirata     | ritirata |